# Apuesto por ti (Ecuador)
Apuesto por ti (Ecuador) es la versión ecuatoriana del programa de televisión chileno de talentos extraños producido y transmitido por Televisión Nacional de Chile en Chile y en Ecuador por TC Televisión. Es presentado por Ronald Farina y Karin Barreiro. El jurado está compuesto por Francisco Pinoargotti, la chilena Jacqueline Gaete y Richard Barker.
El programa se emite semanalmente, los días domingos, empezando la primera temporada del programa el 26 de enero de 2014 a las 20:00 horas, transmitido en formato de alta definición por TC HD. 

## Formato
La temática del programa radica en que un concursante presente una prueba, las cuales son muy extrañas o poco probable de lograr, el panel de jueces apostará dinero por cada prueba, y si el concursante logra hacerla, se llevará el dinero que apostaron los jueces por él, por el contrario si el concursante no acierta se va eliminado sin ninguna cantidad de dinero. Al finalizar cada capítulo el panel de jueces decide que participante es el ganador de la noche.

## Temporadas
|  | Temporada | Estreno             | Final               | Ganador          |
|  | --------- | ------------------- | ------------------- | ---------------- |
|  | 1         | 26 de enero de 2014 | 25 de enero de 2015 | Kléber Chavarría |

### Presentador
| Nombre         | Edad    | Profesión                                          | Temp. |
| -------------- | ------- | -------------------------------------------------- | ----- |
| Ronald Farina  | 45 años | Presentador de televisión                          | 1     |
| Karin Barreiro | 34 años | Chica reality, modelo y presentadora de televisión | 1     |

### Jueces
| Nombre                | Edad    | Profesión                                     | Temp. |
| --------------------- | ------- | --------------------------------------------- | ----- |
| Francisco Pinoargotti | 50 años | Músico, comediante y actor                    | 1     |
| Jacqueline Gaete      | 39 años | Modelo y locutora                             | 1     |
| Richard Barker        | 54 años | Actor y presentador de televisión             | 1     |
| Reemplazantes         |         |                                               |       |
| Edder Calderón        | 41 años | Deportista                                    | 1     |
| Gabriela Pazmiño      | 49 años | Presentadora de televisión, actriz y política | 1     |